# Joycelyn Ko
Joycelyn Ko (10 de enero de 1986) es una deportista canadiense que compite en bádminton. Ganó dos medallas en los Juegos Panamericanos de 2011, plata en individual y bronce en dobles mixto.

## Palmarés internacional
| Juegos Panamericanos | Juegos Panamericanos | Juegos Panamericanos | Juegos Panamericanos |
| Año                  | Lugar                | Medalla              | Prueba               |
| -------------------- | -------------------- | -------------------- | -------------------- |
| 2011                 | Guadalajara (México) | Medalla de plata     | Individual           |
| 2011                 | Guadalajara (México) | Medalla de bronce    | Dobles               |